# Phrynarachne
Phrynarachne is een geslacht van spinnen uit de  familie van de Thomisidae (krabspinnen).

## Soorten
- Phrynarachne bimaculata Thorell, 1895
- Phrynarachne ceylonica (O. P.-Cambridge, 1884)
- Phrynarachne clavigera Simon, 1903
- Phrynarachne coerulescens (Doleschall, 1859)
- Phrynarachne cucullata Simon, 1886
- Phrynarachne decipiens (Forbes, 1883)
- Phrynarachne dissimilis (Doleschall, 1859)
- Phrynarachne fatalis O. P.-Cambridge, 1899
- Phrynarachne gracilipes Pavesi, 1895
- Phrynarachne huangshanensis Li, Chen & Song, 1985
- Phrynarachne jobiensis (Thorell, 1877)
- Phrynarachne kannegieteri Hasselt, 1893
- Phrynarachne katoi Chikuni, 1955
- Phrynarachne mammillata Song, 1990
- Phrynarachne marmorata Pocock, 1899
- Phrynarachne melloleitaoi Lessert, 1933
- Phrynarachne olivacea Jézéquel, 1964
- Phrynarachne papulata Thorell, 1891
  - Phrynarachne papulata aspera Thorell, 1895
- Phrynarachne peeliana (Stoliczka, 1869)
- Phrynarachne pusiola Simon, 1903
- Phrynarachne rothschildi Pocock & Rothschild, 1903
- Phrynarachne rubroperlata Simon, 1907
- Phrynarachne rugosa (Latreille, 1804)
  - Phrynarachne rugosa infernalis (Strand, 1907)
  - Phrynarachne rugosa spongicolorata Millot, 1942
- Phrynarachne sinensis Peng, Yin & Kim, 2004
- Phrynarachne tuberculata Rainbow, 1899
- Phrynarachne tuberosa (Blackwall, 1864)
- Phrynarachne tuberosula (Karsch, 1880)